# Харви (Ајова)
Харви (енгл. Harvey) град је у америчкој савезној држави Ајова. По попису становништва из 2010. у њему је живело 235 становника.

## Демографија
Према попису становништва из 2010. у граду је живело 235 становника, што је -42 (-15.2%) становника више него 2000. године.
| Група             | 2000.       | 2010.       |
| Белци             | 276 (99,6%) | 229 (97,4%) |
| Афроамериканци    | 1 (0,4%)    | 0 (0,0%)    |
| Азијати           | 0 (0,0%)    | 3 (1,3%)    |
| Хиспаноамериканци | 0 (0,0%)    | 2 (0,9%)    |
| Укупно            | 277         | 235         |